# Non voglio che Clara
I Non voglio che Clara sono un gruppo musicale pop-rock italiano, originario del bellunese.

## Storia
Il nome del gruppo, come spiegano gli stessi componenti, significa "voglio Clara e nessun'altra", anche se inizialmente faceva riferimento ad una frase ("Non voglio che Clara si sposi") tratta dal romanzo La prosivendola di Daniel Pennac, poi eliso.
Cresciuti tra le montagne bellunesi, tra Feltre, Trichiana e Belluno, dopo alcuni dischi autoprodotti, nel 2004 pubblicano il loro primo album ufficiale, Hotel Tivoli. Tra i sette pezzi del disco (23 minuti in tutto), anche una reinterpretazione de L'ultima occasione di Mina.
La musica del gruppo è prevalentemente acustica, con pianoforte, chitarre e forti arrangiamenti a base di archi, che rimandano alla scena dei cantautori italiani degli anni sessanta, a certi brani meno noti di Battisti/Mogol o a Non al denaro, non all'amore né al cielo di Fabrizio De André. Il gruppo viene affiancato dai critici a nomi come Luigi Tenco, Gino Paoli, Umberto Bindi, Piero Ciampi anche se in realtà, come ha affermato il bassista Matteo Visigalli in un'intervista, «queste non possono essere considerate vere influenze. Forse, più che una questione stilistica, è l'esperienza disperata e di solitudine di queste persone a trovare qualche assonanza con le storie che raccontiamo».
Anche gli anni ottanta fanno capolino nella loro musica, con echi degli Smiths e Morrissey, ma vi si possono rintracciare pure influenze riconducibili a Burt Bacharach o Phil Spector.
Il secondo album, recante lo stesso nome del gruppo, Non voglio che Clara, è uscito il 21 marzo 2006.
Un disco sul “disincanto” come lo hanno definito gli stessi componenti del gruppo. Una traccia è cantata dalla cantante Syria. La collaborazione tra la piccola etichetta del gruppo, Aiuola Dischi, con la Universal, ha permesso ai musicisti di disporre di un budget notevole per questi livelli per la registrazione di questo album.
Nel 2007 esce il singolo Bene/Non torneranno più, pubblicato esclusivamente in vinile 7'’: contiene un'interpretazione del brano Bene di Francesco de Gregori, pubblicato nel 1974, e l'inedito Non torneranno più.
Dopo 4 anni, nell'ottobre 2010 esce il nuovo album, Dei cani, prodotto da Fabio De Min e Giulio Ragno Favero.
Nel novembre 2013 pubblicano su YouTube un teaser trailer con cui annunciano la pubblicazione dell'album L'amore fin che dura, prodotto da Fabio de Min e Giulio Ragno Favero del Teatro degli Orrori, poi uscito il 21 gennaio 2014.

## Formazione
- Fabio De Min - voce, pianoforte, chitarra acustica (2000-presente)
- Martino Cuman - basso, tastiere (2011-presente)
- Igor De Paoli - batteria (2005-presente)
- Marcello Batelli - chitarra (2005-presente)

Componenti precedenti
- Fabio Tesser - batteria (2000-2005)
- Matteo Visigalli - basso (2000-2011)
- Stefano Scariot - chitarra elettrica, chitarra acustica (2000-2011)

## Discografia

### Album studio
- 2004 - Hotel Tivoli (Aiuola dischi)
- 2006 - Non voglio che Clara (Aiuola dischi)
- 2010 - Dei cani (Sleeping Star)
- 2014 - L'amore fin che dura (Picicca Dischi)
- 2020 - Superspleen vol. 1 (Dischi Sotterranei)
- 2023 - Mackaye (Dischi Sotterranei)

### EP e singoli
- 2001 - EP (Fosbury Records)
- 2003 - Per chi sei/L'ultima occasione, split con i Northpole
- 2003 - Caffè Cortina (EP)
- 2004 - L'ultima occasione (Aiuola dischi)
- 2007 - Bene/Non torneranno più (Aiuola dischi, 7")
- 2019 - La Croazia (BIG MAFF,CRAMPS Music/Dischi Sotterranei)

### Videoclip ufficiali
- 2006 - Cary Grant, regia di Mauro Lovisetto
- 2011 - L'inconsolabile, regia di Fabrizio Toigo
- 2014 - La sera, regia di Stefano Poletti